# USS Santa Barbara (LCS-32)
Pour les articles homonymes, voir USS Santa Barbara.
L'USS Santa Barbara (LCS-32) est un littoral combat ship de classe Independence de l’United States Navy,. Il est le 32e navire de ce type, et le 16e de la classe, qui est inter-numérotée avec les littoral combat ships de la classe Freedom. Avec 35 LCS actuellement actifs ou prévus, ce type est le deuxième plus grand nombre de navires de guerre de surface de la Marine en production, juste derrière ses destroyers lance-missiles. Il est le troisième navire de l’US Navy à porter le nom de la ville de Santa Barbara (Californie).

## Conception
En 2002, l’US Navy a lancé un programme visant à développer le premier d’une flotte de littoral combat ships. La Navy a d’abord commandé deux navires à coque trimaran à General Dynamics, qui sont devenus connus sous le nom de navires de combat côtiers de classe Independence, d’après le premier navire de la classe, l’USS Independence. Les navires de combat côtiers aux numéros pairs de l’US Navy sont construits à l’aide de la conception de trimaran de classe Independence, tandis que les navires aux numéros impairs sont basés sur une conception concurrente, le navire de combat côtier monocoque conventionnel de classe Freedom. La commande initiale de navires de combat côtiers concernait un total de quatre navires, dont deux de la classe Independence. Le 29 décembre 2010, la Navy a annoncé qu’elle attribuait à Austal USA un contrat pour la construction de dix navires de combat côtiers supplémentaires de classe Independence,.

## Carrière
L’USS Santa Barbara a été construit à Mobile (Alabama) par Austal USA. Sa quille a été posée le 27 octobre 2020. Il a été baptisé le 16 octobre 2021 et mis à l’eau le 13 novembre 2021,. Sa devise est Resilient and Determined (Résilient et déterminé).
À la fin de ses essais en mer, le 3 juin 2022, le navire a été accepté par la Marine le 21 juillet 2022. Il a été mis en service lors d’une cérémonie à Port Hueneme, en Californie, le 1er avril 2023.